# Blue Islands
Blue Islands – brytyjska linia lotnicza z siedzibą w Saint Peter Port, na wyspie Guernsey (Wyspy Normandzkie). Jej główną bazą operacyjną jest port lotniczy Jersey. Linia obsługuje lokalne połączenia między Jersey i Guernsey (największymi wyspami Wysp Normandzkich) oraz połączenia pomiędzy wyspami a Wielką Brytanią i pozostałymi państwami europejskimi.
Od czerwca 2016 do marca 2020 Blue Islands obsługiwało połączenia pod marką Flybe. Po upadku Flybe linie nadal obsługują lokalne loty, tym razem już pod swoją własną marką. Oprócz nich linia przejęła i obsługuje dwa inne połączenia po upadłej linii.

## Historia

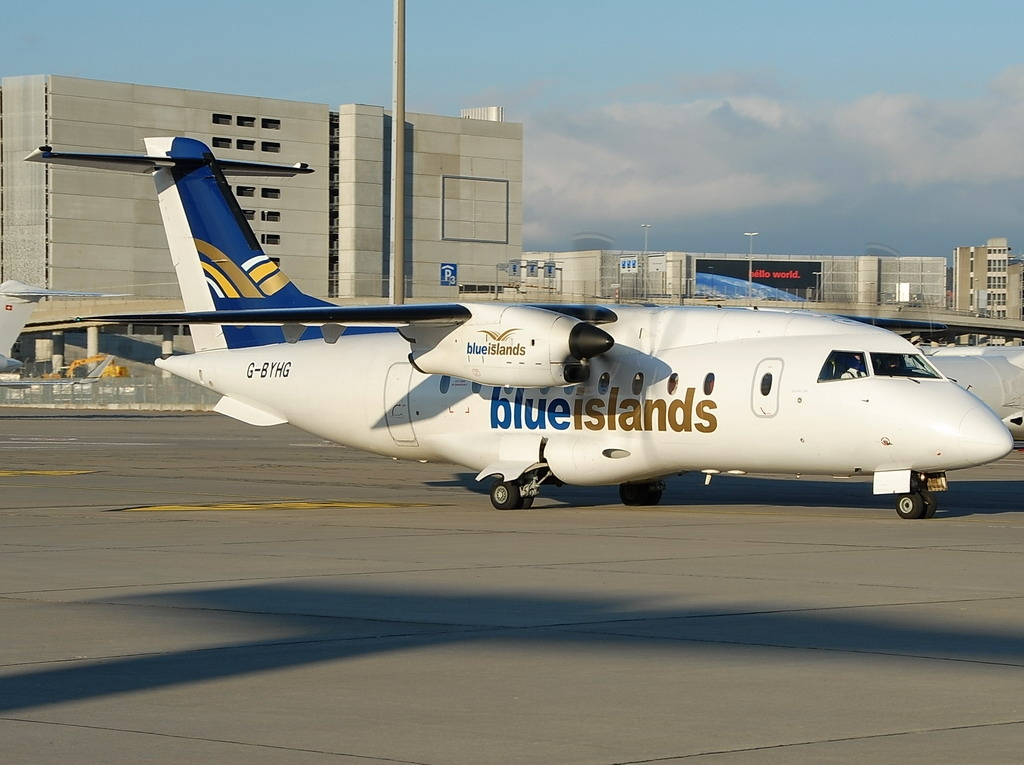
Dornier Do 328 w malowaniu Blue Islands na lotnisku w Zurychu

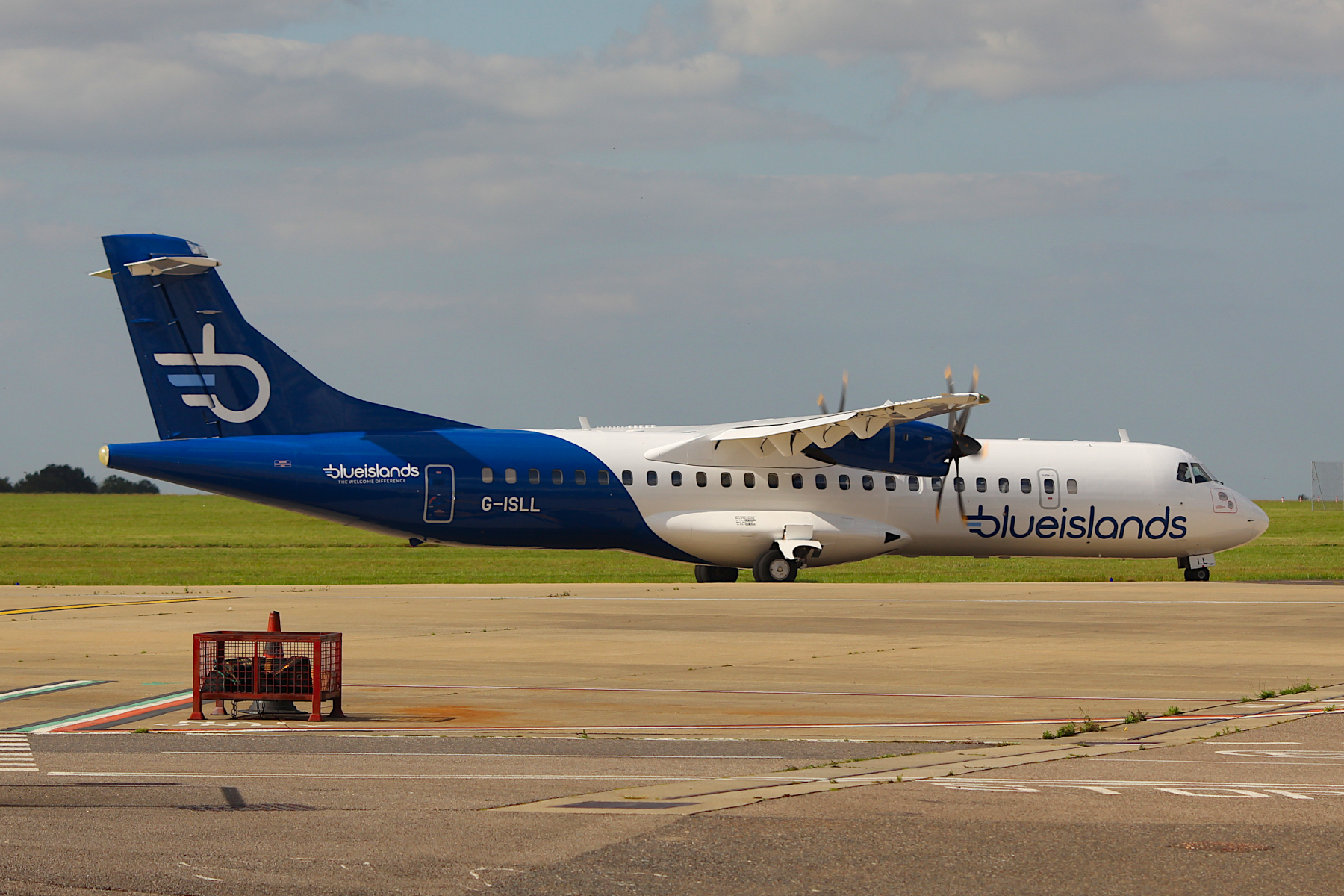
ATR 72-500 w nowym malowaniu Blue Islands (2020)

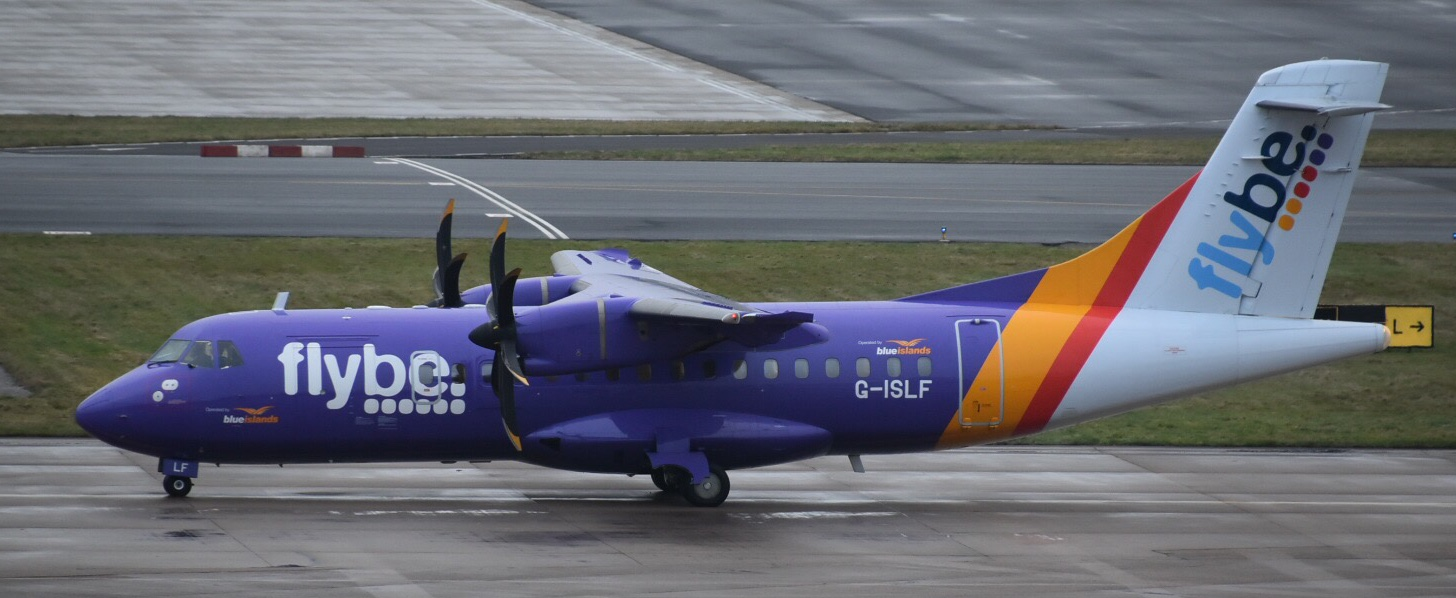
Samolot Blue Islands w malowaniu Flybe

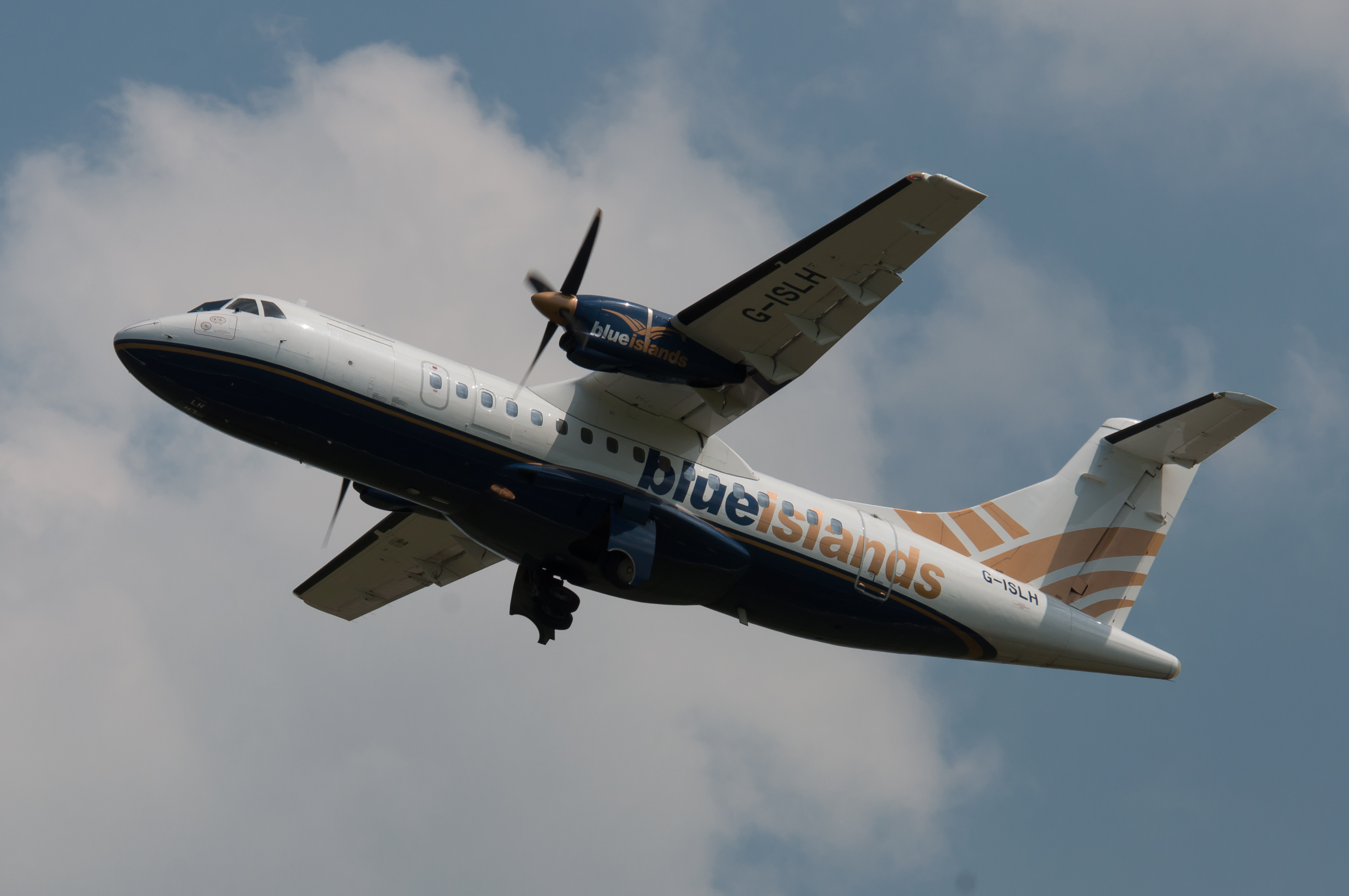
Samolot Blue Islands wzbija się w powietrze

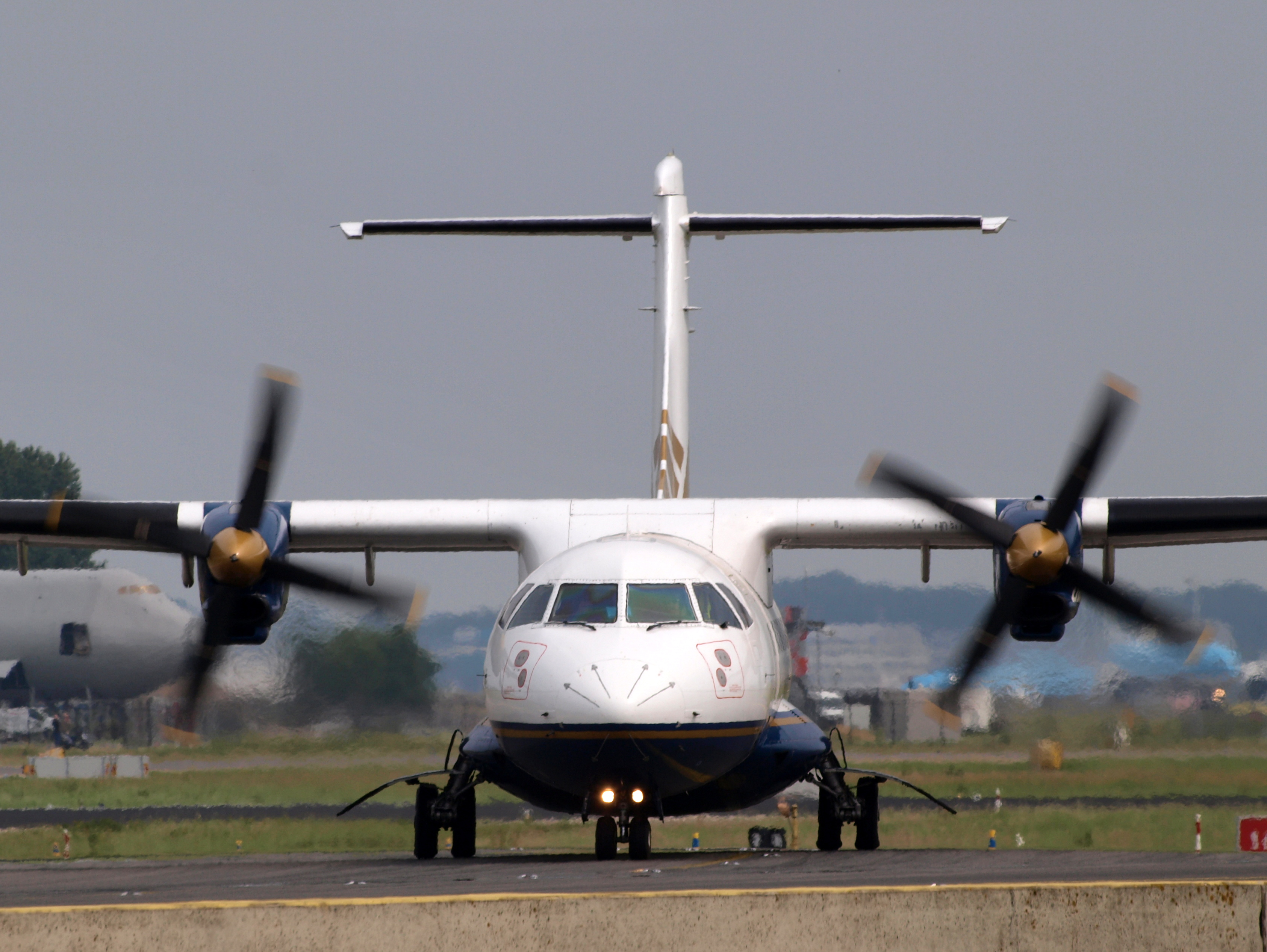
ATR 42 linii Blue Islands na lotnisku Schiphol

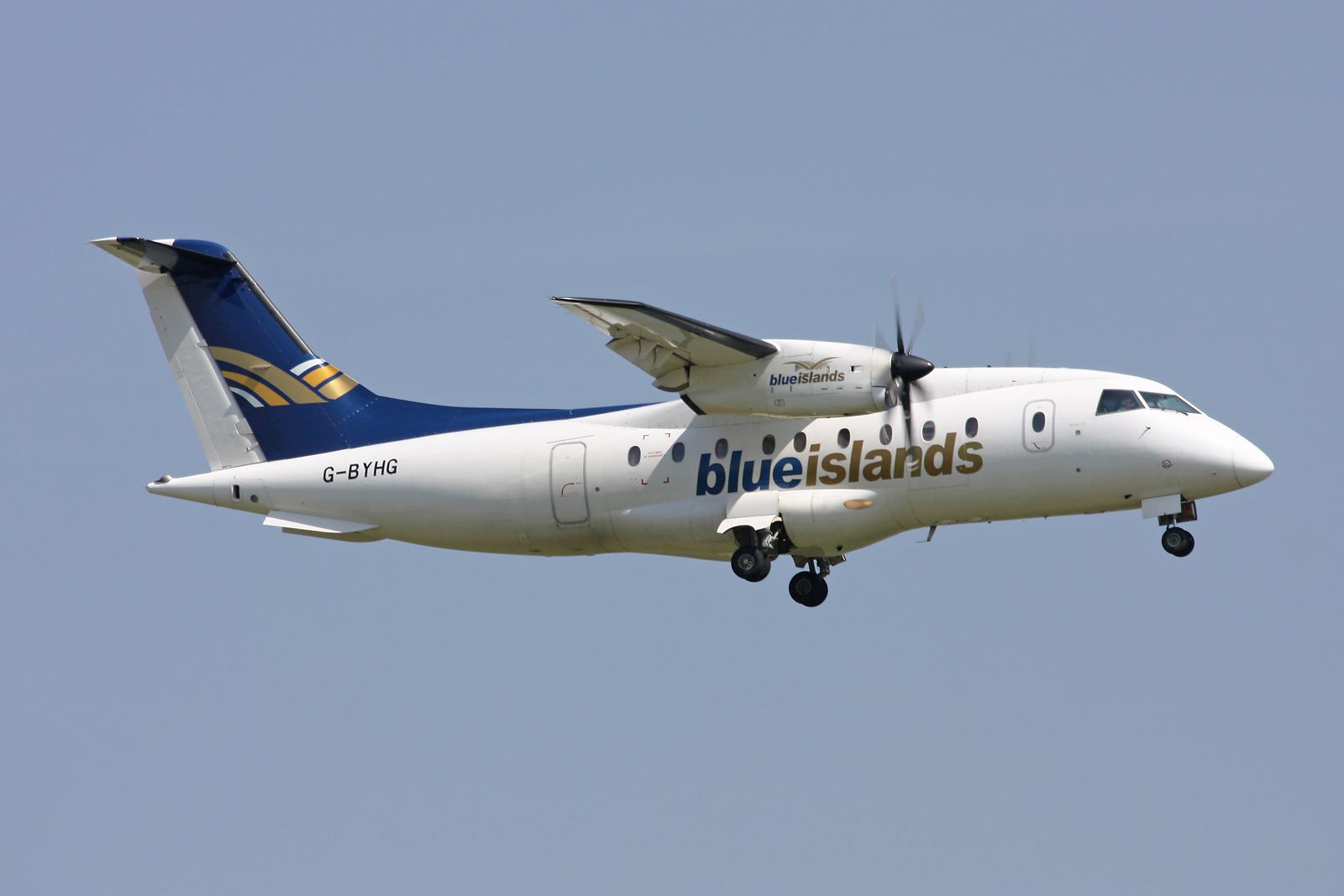
Dornier do 328 Blue Islands

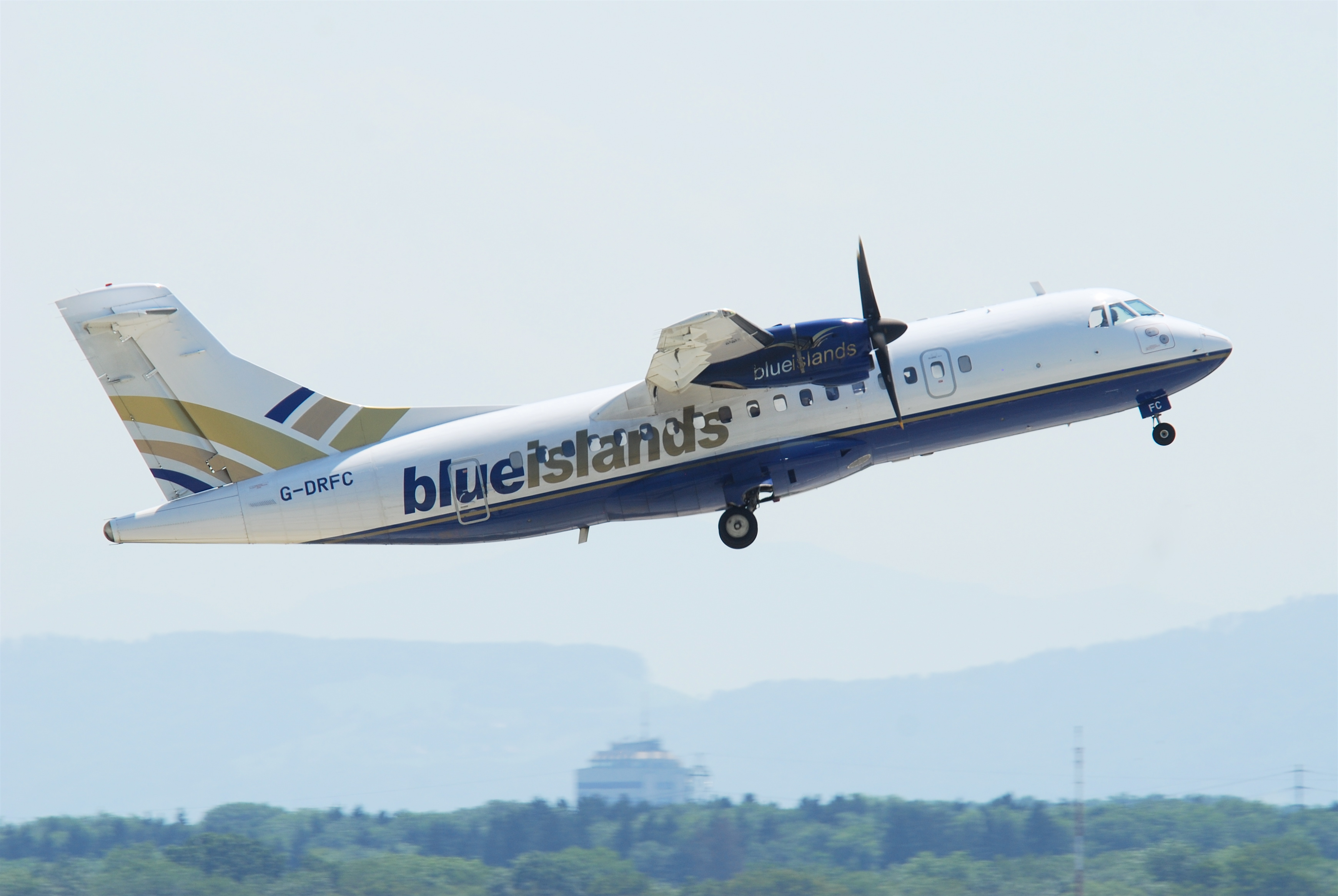
ATR 42 w starym malowaniu Blue Islands

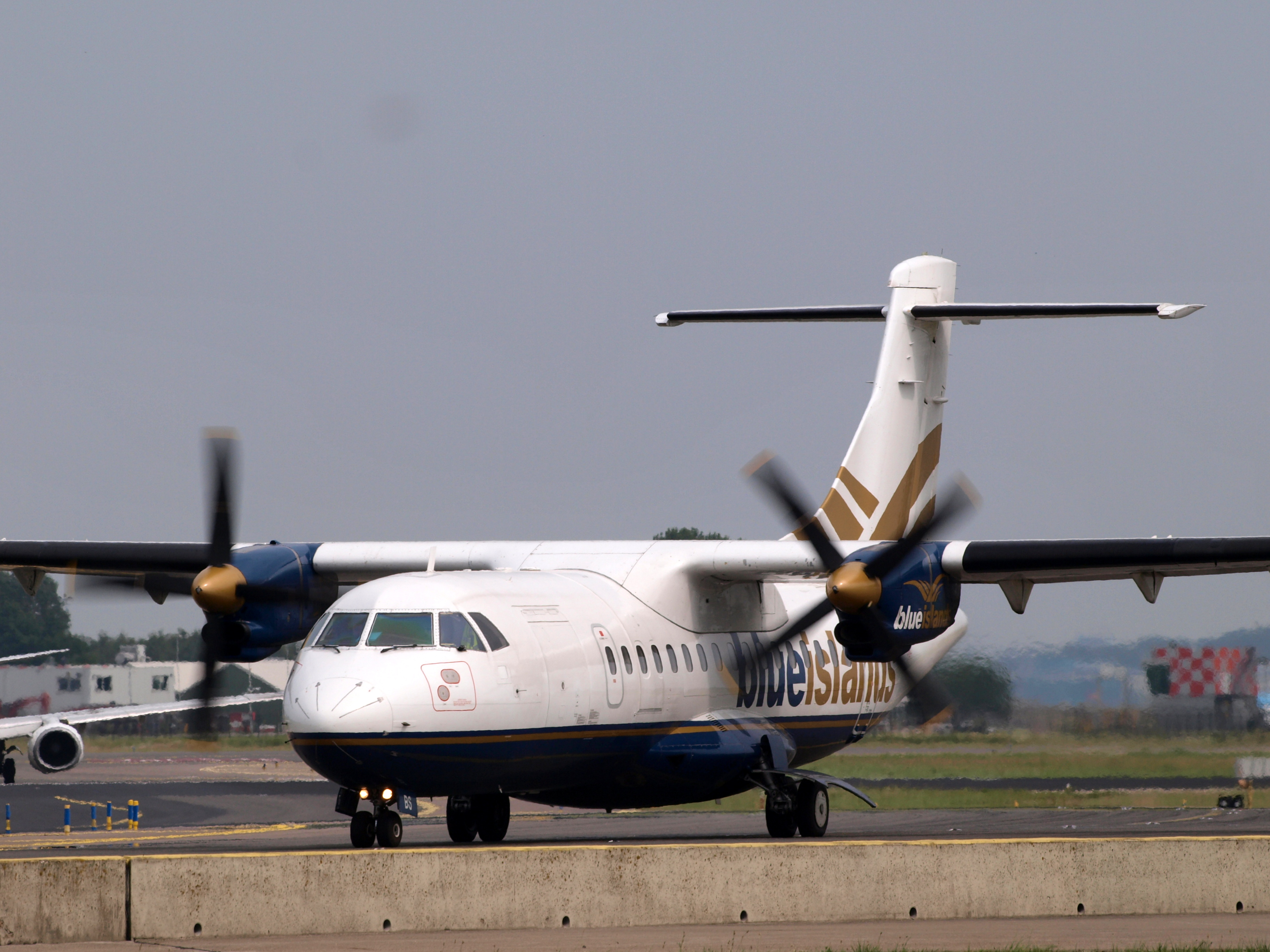
Samolot ATR 42 Blue Islands w starym malowaniu

### Lata 1999–2003
Historia blue Islands rozpoczyna się w 1999, kiedy to linia ta została założona. Początkowo linia nazywała się Le Cocq’s Air Link, i obsługiwała loty pomiędzy Bournemouth a Alderney. Lotami tymi na wyspy były dostarczane łatwo psujące się towary. Do obsługi tych połączeń używano samolotów Britten-Norman Islander.
W 2002 linie Le Cocq’s Airlink otworzyły swą pierwszą trasę pasażerską. Było to połączenie między lotniskiem na wyspie Alderney a lotniskiem w Bournemouth. Do obsługi tej trasy linia podobnie jak w lotach towarowych używała samolotów Britten-Norman Islander. W ciągu pierwszego roku lotów pasażerskich linie Le Cocq’s Airlink przewiozły ok. 10 000 pasażerów.

### Lata 2003–2006
W ciągu kolejnych trzech lat w liniach przeszło wiele zmian, a najważniejszymi z nich były: zmiana nazwy linii z Le Cocq’s Airlink na Rockhopper w 2003, zmiana właściciela linii w 2004, a ówczesną najważniejszą zmianą dotyczącą funkcjonowania linii było przeniesienie głównej bazy operacyjnej z lotniska Alderney na lotnisko Jersey w 2006 roku.
W 2004 mimo zmiany nazwy linia pobiła swój rekord liczby przewiezionych pasażerów – w całym 2004 przewieziono ich ok. 20 000
Oprócz zmian w zarządzie, zmienionej nazwy i bazy w ciągu tych trzech lat, doszło też do zaplanowania zmian we flocie – zamówiono wówczas 3 samoloty BAe Jetstream 31.

### Lata 2006–2016
W 2006 doszło do kolejnej ważnej zmiany w linii – po raz kolejny zmieniono jej nazwę – tym razem na Blue Islands (pod tą nazwą znamy ją do dziś). Zmiana nazwy linii zbiegła się też z drugim ważnym dla przewoźnika wydarzeniem, do floty Blue Islands dołączył pierwszy samolot BAe Jetstream 31. W 2006 linia ponownie pobiła rekord w liczbie przewiezionych pasażerów – w całym 2006 Blue Islands przewiozło blisko 63 500 podróżnych.
W 2009 do floty linii dołączył pierwszy ATR 42. Nowy samolot miał dużo większą pojemność niż dotychczas używane maszyny, był również od nich bardziej komfortowy. Wówczas linia przyjęła plan który zakładał stworzenie floty składającej się tylko i wyłącznie z samolotów ATR.
W kolejnych latach w linii zmienił się zarząd na którego czele stanął CEO Rob Veron, a w 2013 do floty dołączył kolejny typ samolotu – ATR 72-500
W 2014 linii udało się osiągnąć cel który był w planie z 2009 – cała flota Blue Islands składała się tylko z samolotów ATR.

### Lata 2016–2020
Na początku 2016 Blue Islands stało się partnerem franczyzowym innej linii lotniczej – Flybe. Od tej pory samoloty Blue Islands obsługiwały niektóre połączenia Flybe, w zamian, w razie potrzeby Flybe wysyłało na trasy Blue Islands swoje większe samoloty. Dodatkowym punktem dla rozwoju Blue Islands było też to że mogły one działać pod bardziej znaną marką, a samoloty linii były w malowaniu Flybe. Oprócz tego Blue Islands korzystało z systemów rezerwacyjnych większej linii. Blue Islands jednak pozostało niezależne od Flybe, m.in. zachowało swój zarząd, zachowało dla siebie również możliwość decyzji w sprawach wewnętrznych oraz w sprawach floty.
Pierwsze loty obsługiwane przez Blue Islands w ramach franczyzy z Flybe rozpoczęły się 6 czerwca 2016.
W 2019 padł kolejny rekord obsłużonych przez Blue Islands podróżnych; przez cały rok Blue Islands przewiózł 415 000 pasażerów.

### Lata 2020-
Na początku marca 2020 Flybe ogłosiło upadłość. Blue Islands będąc niezależnym od upadającej linii dalej kontynuował lokalne loty między wyspami oraz między archipelagiem a Wielką Brytanią, tym razem już pod swoją własną marką. Po upadku Flybe Blue Islands przejęło po nim i obsługuje również dwie trasy; obsługuje je również pod swoją marką.
Chwilę po upadku Flybe, Blue Islands zdecydowało się na zmianę i odświeżenie malowania samolotów, odświeżenie swojej strony internetowej oraz strony rezerwacyjnej.

## Porty docelowe

### Porty docelowe
Porty lotnicze w z których i do których operuje Blue Islands (2020):
| Kraj            | Port lotniczy | Uwagi | Przypis(y)    |
| --------------- | ------------- | ----- | ------------- |
| Wielka Brytania | Birmingham    | –     | [ 9 ] [ 10 ]  |
| Wielka Brytania | Bristol       | –     | [ 10 ] [ 11 ] |
| Wielka Brytania | Exeter        | –     | [ 10 ] [ 12 ] |
| Wielka Brytania | Manchester    | –     | [ 10 ] [ 13 ] |
| Wielka Brytania | East Midlands | –     | [ 10 ] [ 14 ] |
| Wielka Brytania | Southampton   | –     | [ 10 ] [ 15 ] |
| Wielka Brytania | Newquay       | –     | [ 10 ]        |
| Guernsey        | Guernsey      | Baza  | [ 10 ] [ 16 ] |
| Irlandia        | Dublin        | –     | [ 10 ] [ 17 ] |
| Jersey          | Jersey        | Baza  | [ 18 ] [ 10 ] |

## Flota
Według stanu na styczeń 2025 flota Blue Islands składała się z 4 samolotów o średnim wieku 18 lat:
| Samolot | Samolot | Samolot   | Liczba miejsc | Liczba miejsc | Uwagi |
| Model   | Aktywne | Zamówione | E             | Łącznie       | Uwagi |
| ------- | ------- | --------- | ------------- | ------------- | ----- |
| ATR 72  | 4       | 1         | 68            | 68            |       |
| ATR 72  | 4       | 1         | 72            | 72            |       |
| Łącznie | 4       | 1         |               |               |       |

### Samoloty będące dawniej we flocie Blue Islands
Dawniej Blue Islands używało następujących samolotów:
| Samolot                   | Samolot  | Użytkowane w latach | Uwagi |
| Model                     | Wycofane | Użytkowane w latach | Uwagi |
| ------------------------- | -------- | ------------------- | ----- |
| ATR 42-500                | 1        | 2011-2018           | –     |
| BAe Jetstream 31          | 3        | 2006-2014           | –     |
| Britten-Norman Trislander | 3        | 2001-2011           | –     |
| Britten-Norman-Islander   | 4        | 1999-2011           | –     |
| Dornier Do 328            | 1        | 2007-2009           | –     |
| Fokker 50                 | 2        | 2012                | –     |